# Prima Lega 2013-2014 (Egitto)
La Prima Divisione egiziana 2013-2014 è stata la 57ª edizione della massima competizione calcistica egiziana. La stagione è iniziata il 26 dicembre 2013 e si è conclusa il 7 luglio 2014. A vincere è stato l'Al-Ahly, per la 37ª volta.

## Stagione

### Formula
Le 22 squadre partecipanti sono divise in due gruppi da 11 con gironi di andata e ritorno. Le prime due classificate di ogni gruppo accedono ai play-off, mentre le due none classificate disputano il play-out e le due ultime classificate di ogni gruppo retrocedono direttamente in Seconda Divisione.

## Squadre partecipanti
| Club                   | Stagione | Città                | Stadio                                   |
| ---------------------- | -------- | -------------------- | ---------------------------------------- |
| Al-Ahly                | dettagli | Il Cairo             | Stadio Internazionale del Cairo          |
| Al-Ittihad Alessandria | dettagli | Alessandria d'Egitto | Stadio di Alessandria                    |
| Al-Masry               | dettagli | Porto Said           | Port Said Stadium                        |
| Al-Mokawloon           | dettagli | Nasr City (Il Cairo) | Arab Contractors Stadium                 |
| El Dakhleya            | dettagli | Il Cairo             | Police Academy Stadium                   |
| El-Entag El-Harby      | dettagli | Il Cairo             | Stadio dell'Accademia Militare del Cairo |
| El Gaish               | dettagli | Il Cairo             | Stadio dell'Accademia Militare del Cairo |
| El-Gouna               | dettagli | El Gouna             | El Gouna Stadium                         |
| El Minya FC            | dettagli | El Minya             | University of El Minya Stadium           |
| El Qanah               | dettagli | Suez                 | Suez Canal Stadium                       |
| El Raja                | dettagli | Mersa Matruh         | MS Matruh Stadium                        |
| El-Shorta              | dettagli | Il Cairo             | Arab Contractors Stadium                 |
| ENPPI                  | dettagli | Il Cairo             | Petro Sport Stadium                      |
| Ghazl El-Mehalla       | dettagli | El-Mahalla El-Kubra  | El Mahalla Stadium                       |
| Haras El-Hodood        | dettagli | Alessandria d'Egitto | El Max Stadium                           |
| Ismaily                | dettagli | Ismailia             | Ismailia Stadium                         |
| Misr Lel Makasa        | dettagli | Fayoum               | Fayoum Stadium                           |
| Petrojet               | dettagli | Suez                 | Stadio Mubarak di Suez                   |
| Smouha                 | dettagli | Alessandria d'Egitto | Stadio di Alessandria                    |
| Telephonat Beni Suef   | dettagli | Beni Suef            | Al Assiouty Sport Stadium                |
| Wadi Degla             | dettagli | Il Cairo             | Stadio 30 Giugno                         |
| Zamalek                | dettagli | Giza                 | Stadio Internazionale del Cairo          |

## Stagione Regolare

### Classifica

#### Gruppo 1
|  | Pos. | Squadra                | Pt | G  | V  | N  | P  | GF | GS | DR  |
|  | ---- | ---------------------- | -- | -- | -- | -- | -- | -- | -- | --- |
|  | 1.   | Al-Ahly                | 40 | 20 | 12 | 4  | 4  | 30 | 10 | +20 |
|  | 2.   | Smouha                 | 35 | 20 | 10 | 5  | 5  | 24 | 20 | +4  |
|  | 3.   | Al-Ittihad Alessandria | 31 | 20 | 7  | 10 | 3  | 20 | 17 | +3  |
|  | 4.   | Al-Mokawloon           | 30 | 20 | 7  | 9  | 4  | 27 | 17 | +10 |
|  | 5.   | El-Gouna               | 26 | 20 | 7  | 5  | 8  | 17 | 16 | +1  |
|  | 6.   | El Dakhleya            | 25 | 20 | 5  | 10 | 5  | 18 | 19 | -1  |
|  | 7.   | Misr Lel Makasa        | 24 | 20 | 5  | 9  | 6  | 17 | 22 | -5  |
|  | 8.   | ENPPI                  | 22 | 20 | 4  | 10 | 6  | 19 | 19 | 0   |
|  | 9.   | El Raja                | 21 | 20 | 5  | 6  | 9  | 23 | 34 | -11 |
|  | 10.  | Ghazl El-Mehalla       | 19 | 20 | 3  | 10 | 7  | 13 | 21 | -8  |
|  | 11.  | El-Entag El-Harby      | 14 | 20 | 2  | 8  | 10 | 15 | 28 | -13 |

Legenda:
      Ammesse ai play-off
      Ammessa ai play-out
      Retrocesse in Seconda Divisione
Note:
Tre punti a vittoria, uno a pareggio, zero a sconfitta.

#### Gruppo 2
|  | Pos. | Squadra              | Pt | G  | V  | N  | P  | GF | GS | DR  |
|  | ---- | -------------------- | -- | -- | -- | -- | -- | -- | -- | --- |
|  | 1.   | Zamalek              | 35 | 20 | 10 | 5  | 5  | 35 | 21 | +14 |
|  | 2.   | Petrojet             | 35 | 20 | 9  | 8  | 3  | 28 | 17 | +11 |
|  | 3.   | El-Shorta            | 35 | 20 | 9  | 8  | 3  | 25 | 16 | +9  |
|  | 4.   | Ismaily              | 32 | 20 | 8  | 8  | 4  | 24 | 16 | +8  |
|  | 5.   | El Gaish             | 25 | 20 | 5  | 10 | 5  | 19 | 17 | +2  |
|  | 6.   | Wadi Degla           | 24 | 20 | 6  | 6  | 8  | 26 | 24 | +2  |
|  | 7.   | Al-Masry             | 24 | 20 | 5  | 9  | 6  | 17 | 20 | -3  |
|  | 8.   | Haras El-Hodood      | 24 | 20 | 6  | 6  | 8  | 11 | 15 | -4  |
|  | 9.   | Telephonat Beni Suef | 22 | 20 | 4  | 10 | 6  | 16 | 22 | -6  |
|  | 10.  | El Qanah             | 22 | 20 | 5  | 7  | 8  | 14 | 24 | -10 |
|  | 11.  | El Minya FC          | 12 | 20 | 3  | 3  | 14 | 15 | 38 | -23 |

Legenda:
      Ammesse ai play-off
      Ammessa ai play-out
      Retrocesse in Seconda Divisione
Note:
Tre punti a vittoria, uno a pareggio, zero a sconfitta.

### Risultati

#### Gruppo 1
|                   | AlA  | AlI  | AlM  | ElD  | ElE  | ElG  | ElR  | ENP  | Gha  | Mis  | Smo  |
| ----------------- | ---- | ---- | ---- | ---- | ---- | ---- | ---- | ---- | ---- | ---- | ---- |
| Al Ahly           | –––– | 0-0  | 1-0  | 0-1  | 3-1  | 1-0  | 3-0  | 1-0  | 1-0  | 4-1  | 1-1  |
| Al Ittihad        | 0-2  | –––– | 1-1  | 0-0  | 3-1  | 1-0  | 1-0  | 2-1  | 2-1  | 0-0  | 1-1  |
| Al Mokawloon      | 2-1  | 0-0  | –––– | 1-2  | 1-1  | 3-1  | 4-2  | 1-0  | 4-0  | 4-2  | 0-1  |
| El Daklyeh        | 1-0  | 0-0  | 1-1  | –––– | 2-2  | 0-0  | 5-2  | 0-0  | 2-2  | 0-1  | 0-3  |
| El Entag El Harby | 0-2  | 0-0  | 0-2  | 0-2  | –––– | 2-2  | 2-1  | 0-1  | 0-0  | 0-0  | 1-2  |
| El Gouna          | 1-0  | 1-1  | 1-0  | 0-0  | 1-0  | –––– | 0-2  | 0-0  | 3-0  | 2-1  | 0-1  |
| El Raja           | 0-3  | 1-1  | 2-2  | 1-0  | 3-1  | 1-2  | –––– | 2-2  | 0-0  | 0-0  | 2-0  |
| ENPPI             | 1-1  | 3-1  | 1-1  | 2-2  | 0-0  | 1-0  | 1-2  | –––– | 3-1  | 0-1  | 1-2  |
| Ghazl El Mahalla  | 1-1  | 1-2  | 0-0  | 0-0  | 1-0  | 1-0  | 4-1  | 1-1  | –––– | 0-0  | 0-1  |
| Misr Lel Makasa   | 0-3  | 2-1  | 0-0  | 2-0  | 2-2  | 1-0  | 1-1  | 0-0  | 0-0  | –––– | 2-3  |
| Smouha            | 0-2  | 2-3  | 0-0  | 2-0  | 0-2  | 0-3  | 2-0  | 1-1  | 0-0  | 2-1  | ---- |

#### Gruppo 2
|                      | AlM  | ElG  | ElM  | ElQ  | ElS  | Har  | Ism  | Pet  | Tel  | Wad  | Zam     |
| -------------------- | ---- | ---- | ---- | ---- | ---- | ---- | ---- | ---- | ---- | ---- | ------- |
| Al Masry             | –––– | 1-1  | 1-0  | 0-0  | 1-1  | 1-0  | 0-2  | 0-1  | 3-3  | 0-0  | 1-0     |
| El Geish             | 0-2  | –––– | 3-0  | 1-1  | 0-1  | 1-0  | 1-1  | 0-0  | 3-0  | 2-4  | 0-1     |
| El Minya             | 1-2  | 1-0  | –––– | 1-0  | 1-0  | 3-0  | 3-2  | 1-2  | 0-0  | 1-3  | 0-1     |
| El Qanah             | 1-1  | 1-1  | 2-0  | –––– | 0-3  | 0-0  | 1-2  | 1-0  | 0-1  | 2-1  | 0-4     |
| El Shorta            | 0-0  | 1-0  | 2-2  | 2-1  | –––– | 2-0  | 1-1  | 3-2  | 2-1  | 2-1  | 1-1     |
| Haras El Hodood      | 0-0  | 1-0  | 1-2  | 0-0  | 1-0  | –––– | 0-0  | 0-1  | 1-1  | 2-0  | 0-2     |
| Ismaily              | 2-0  | 2-3  | 1-1  | 0-1  | 0-0  | 0-0  | –––– | 1-0  | 3-1  | 1-2  | 1-0     |
| Petrojet             | 1-1  | 1-1  | 3-0  | 2-1  | 1-0  | 1-1  | 1-1  | –––– | 2-0  | 1-1  | 4-2     |
| Telephonat Beni Suef | 2-2  | 0-0  | 2-1  | 0-0  | 0-0  | 1-0  | 1-1  | 1-1  | –––– | 1-0  | 1-2     |
| Wadi Degla           | 2-1  | 0-0  | 6-0  | 1-1  | 0-0  | 0-1  | 0-2  | 0-2  | 1-0  | –––– | 2-3     |
| Zamalek              | 2-0  | 1-1  | 4-0  | 4-0  | 4-3  | 0-2  | 0-1  | 2-2  | 0-0  | 2-2  | ----\|} |

## Spareggi

### Play-off
|                   | Pos. | Squadra     | Pt | G | V | N | P | GF | GS | DR |
| ----------------- | ---- | ----------- | -- | - | - | - | - | -- | -- | -- |
| Egitto (bandiera) | 1.   | Al-Ahly (C) | 7  | 3 | 2 | 1 | 0 | 5  | 0  | +5 |
|                   | 2.   | Smouha      | 7  | 3 | 2 | 1 | 0 | 6  | 2  | +4 |
|                   | 3.   | Zamalek     | 3  | 3 | 1 | 0 | 2 | 3  | 3  | 0  |
|                   | 4.   | Petrojet    | 0  | 3 | 0 | 0 | 3 | 1  | 10 | -9 |

Legenda:
(C) Campione di Egitto
      Ammessa alla CAF Champions League 2015
      Ammessa alla CAF Confederation Cup 2015
Note:
Tre punti a vittoria, uno a pareggio, zero a sconfitta.
La squadra che occupa il terzo posto in classifica viene ammessa in Confederation Cup, ma siccome tale posto è occupato dallo Zamalek (vincitore della Egypt Cup 2014, e quindi già qualificato a questa competizione), viene ammessa alla Confederation Cup anche la quarta classificata
|          | AlA  | Pet  | Smo  | Zam  |
| -------- | ---- | ---- | ---- | ---- |
| Al Ahly  | –––– | 4-0  | 0-0  | 1-0  |
| Petrojet | 0-4  | –––– | 1-4  | 0-2  |
| Smouha   | 0-0  | 4-1  | –––– | 2-1  |
| Zamalek  | 0-1  | 2-0  | 1-2  | –––– |

### Play-out
| Arbitro: | Gehad Grisha |

|           |           |  |
| Salem 66’ | Marcatori |  |

Il Telephonat Beni Suef retrocede in Second Division

## Statistiche

### Classifica marcatori
| Gol |  |  | Giocatore      | Squadra                |
| --- |  |  | -------------- | ---------------------- |
| 11  |  |  | John Antwi     | Ismaily                |
| 10  |  |  | Khaled Kamar   | El-Shorta              |
| 9   |  |  | Abdallah Said  | Al-Ahly                |
| 9   |  |  | Basem Morsy    | El-Entag El-Harby      |
| 8   |  |  | Amr Gamal      | Al-Ahly                |
| 8   |  |  | Ahmed Sherwyda | Al-Ittihad Alessandria |

## Verdetti finali
- Campione d'Egitto: Al-Ahly
- In CAF Champions League 2015: Smouha
- In CAF Confederation Cup 2015: Zamalek e Petrojet
- Retrocesse in Seconda Divisione: Telephonat Beni Suef, El Qanah, Ghazl El-Mehalla, El-Entag El-Harby e El Minya FC